# Michael Oliver (Schauspieler)
Michael Oliver (* 10. Oktober 1981 in Los Angeles, Kalifornien als Michael Oliverius) ist ein ehemaliger US-amerikanischer Schauspieler.

## Leben
Bekannt wurde er durch seine Rolle des Junior in der Filmkomödie So ein Satansbraten (1990) und dessen Fortsetzung Ein Satansbraten kommt selten allein (1991). Für seine Rolle in der Fortsetzung wurde Oliver 1994 für den Youth in Film Award als Bester Hauptdarsteller in einem Spielfilm (Comedy) nominiert. Seine letzte Rolle spielte er 1995 neben Martin Sheen und F. Murray Abraham als Sam Dalton in Dillinger und Capone.

## Klage von Universal Pictures
Nach Abschluss von Problem Child 2 verklagte Universal Pictures Olivers Manager-Mutter Dianne Ponce, weil sie seinen Schauspielvertrag mit dem Studio erpresst hatte. Universal Pictures behauptete, dass Ponce am Vorabend der Dreharbeiten drohte, ihren Sohn aus der Produktion zu entfernen, es sei denn, seine Bezahlung für den Film würde von 80.000 auf 500.000 Dollar erhöht werden.
Ein Richter des Obersten Gerichtshofs entschied, dass der Vertrag nicht durchsetzbar sei, da Universal Pictures unter Druck gesetzt worden sei und Ponce und Oliver verpflichtet gewesen seien, die Differenz zwischen den bislang von Universal bezahlten 250.000 und den ursprünglich ausgehandelten 80.000 zurückzuzahlen.

## Filmografie
- 1990: So ein Satansbraten (Problem Child)
- 1991: Ein Satansbraten kommt selten allein (Problem Child 2)
- 1995: Dillinger und Capone (Dillinger and Capone)